# Kampung Ruak
Kampung Ruak is een bestuurslaag in het regentschap Aceh Selatan van de provincie Atjeh, Indonesië. Kampung Ruak telt 1583 inwoners (volkstelling 2010).